# San Mamés (stacja kolejowa)
San Mamés (hiszp. Estación de San Mamés, bas: San Mames geltokia) – stacja kolejowa w Bilbao, w prowincji Vizcaya we wspólnocie autonomicznej Kraj Basków, w Hiszpanii. Jest to również stacja metra.
Jest częścią Cercanías Bilbao i obsługuje pociągi linii C-1, C-2.

## Położenie stacji
Znajduje się na linii kolejowej Bilbao – Santurce w km 2,1 na wysokości 34 m n.p.m.

## Historia
Stacja została otwarta w 2000 w ramach projektu Bilbao Ría 2000.

## Stacja metra
Stacja metra San Mamés metra w Bilbao, na linii 1 oraz linii 2. Obsługiwana przez Bizkaiko Garraio Partzuergoa. Została otwarta 11 listopada 1995.

## Linie kolejowe
- Bilbao – Santurce